# Берглунд, Анна София
А́нна Софи́я Бе́рглунд (англ. Anna Sophia Berglund; род. 5 апреля 1986, Сан-Педро, Калифорния, США) — американская фотомодель.

## Биография
Анна родилась в семье шведских эмигрантов, у неё есть младший брат. Она окончила среднюю школу Палос Вердес, затем театральный факультет Калифорнийского университета, изучала актёрское мастерство в Беверли-Хиллз Плэйхаус.
Дебютировала на телевидении в 2007 году. Была Playmate мужского журнала «Playboy» в январе 2011 года. Некоторое время встречалась с Хью Хефнером.
С 12 мая 2018 года Берглунд замужем за актёром Чарли О’Коннеллом. У супругов есть дочь (род. 2020).

## Фильмография
| Год  |    | Русское название                                 | Оригинальное название                | Роль                      |
| ---- | -- | ------------------------------------------------ | ------------------------------------ | ------------------------- |
| 2007 | с  | Отчаянные домохозяйки                            | Desperate Housewives                 | милая нью-йоркчанка       |
| 2007 | с  | Пещерные люди                                    | Cavemen                              | капитан команды поддержки |
| 2008 | тф | Плохой материнский справочник                    | Bad Mother's Handbook                | Стейси                    |
| 2008 | с  | Ханна Монтана                                    | Hannah Montana                       | мастер маникюра           |
| 2009 | ф  | Зажги этим летом!                                | Fired Up!                            | подруга                   |
| 2013 | ф  | 25-й день рождения Амелии                        | Amelia's 25th                        | Никки                     |
| 2013 | ф  | Неудачные чары                                   | Unlucky Charms                       | Эрин                      |
| 2014 | ф  | Космическая станция 76                           | Space Station 76                     | «Звёздный ангел»          |
| 2014 | ф  | Бабки!                                           | Dibs!                                | Кэти                      |
| 2015 | с  | Молочный шоколад                                 | Chocolate Milk Series                | Кэти                      |
| 2015 | ф  | Тараканы                                         | Cockroaches                          | Элис                      |
| 2015 | ф  | Потерянное дерево                                | The Lost Tree                        | Клаудиа                   |
| 2015 | ф  | Берущий                                          | The Taker                            | Триша                     |
| 2016 | ф  | Живут среди нас                                  | Living Among Us                      | Джорни                    |
| 2016 | ф  | WTF: Мировая федерация борьбы на больших пальцах | WTF: World Thumbwrestling Federation | Рокси                     |